# Víctor González (Regisseur)
Víctor „Kino“ González (* 1959 in San Salvador de Jujuy) ist ein argentinischer Regisseur und Kameramann.
González absolvierte von 1976 bis 1979 ein Ingenieursstudium an der Universität von La Plata. 1980 begann er ein Studium am Centro Experimental y de Realisación Cinematográfica. Dort begann er den Kurzfilm Guachoabel zu drehen, was zu seiner Exmatrikulation aus dem von der Militärregierung bestimmten Institut führte. Er vollendete den Film 1987, der bei Festivals in Berlin (1988), Montreal (1988) und Clermont-Ferrand (1990) aufgeführt wurde.
Von 1993 bis 1996 drehte González seinen ersten Spielfilm Ciudad de Dios. Mit einem Stipendium des Hubert Bals Fund begann González mit Huili Raffo mit der Arbeit am Drehbuch zu dem Film Los Buenos Sentimentos, das 1998 (unter dem Titel El Cielo Elegido) den Ersten Preis beim Drehbuchwettbewerb der Zeitschrift La Nación erhielt. Daneben wirkte González an einem Dutzend Filmen als Kameramann mit.

## Filmographie
- 1989: Es gibt kein Vergessen (Desembarcos) (Regie: Alcides Chiesa und Jeanine Meerapfel), Kameramann
- 1994: Amigomío (Regie: Alcides Chiesa und Jeanine Meerapfel), Kameramann,
- 1996: Amor de otoño (Regie: José Conrado Castelli), Kameramann,
- 1998: Feines Pulver (Picado Fino) (Regie: Esteban Sapir), Kameramann,
- 1998: Invierno mala vida (Regie: Gregoria Cramer), Kameramann,
- 1999: El visitante (Regie: Javier Olivera), Kameramann,
- 1999: El amateur (Regie: Juan Bautista Stagnaro), Kameramann,
- 1999: Destinos marcados, Drehbuch und Regie,
- 2001: Herencia (Drehbuch: Paula Hernández),
- 2003: Ciudad de Dios, Drehbuch, Regie und Produktion,
- 2004: Parapalos (Drehbuch: Ana Poliak), Kameramann,
- 2007: Fotografías (Regie: Andrés Di Tella), Kameramann,
- 2010: Las mujeres llegan tarde (Regie: Marcela Balza), Kameramann,
- 2010: El cielo elegido, Drehbuch, Regie und Produktion

## Weblink
- Homepage von Kino González

## Quelle
- Víctor González bei IMDb

| Personendaten    | Personendaten                                          |
| ---------------- | ------------------------------------------------------ |
| NAME             | González, Víctor                                       |
| ALTERNATIVNAMEN  | González, Kino (Spitzname)                             |
| KURZBESCHREIBUNG | argentinischer Drehbuchautor, Regisseur und Kameramann |
| GEBURTSDATUM     | 1959                                                   |
| GEBURTSORT       | San Salvador de Jujuy                                  |